# Potenza
Potenza este un oraș și comună din sudul Italiei, în regiunea Basilicata. Cu o populație de 68.600 de locuitori, Potenza este capitala provinciei Potenza și a regiunii Basilicata. El este și primul oraș din regiune după numărul populației, și al 84-lea în Italia. Are o suprafață de 175,43 km².
Orașul se află la poalele muntilor Apenini, în depresiunea Basento, strabatută de râul cu același nume și înconjurată de munți.

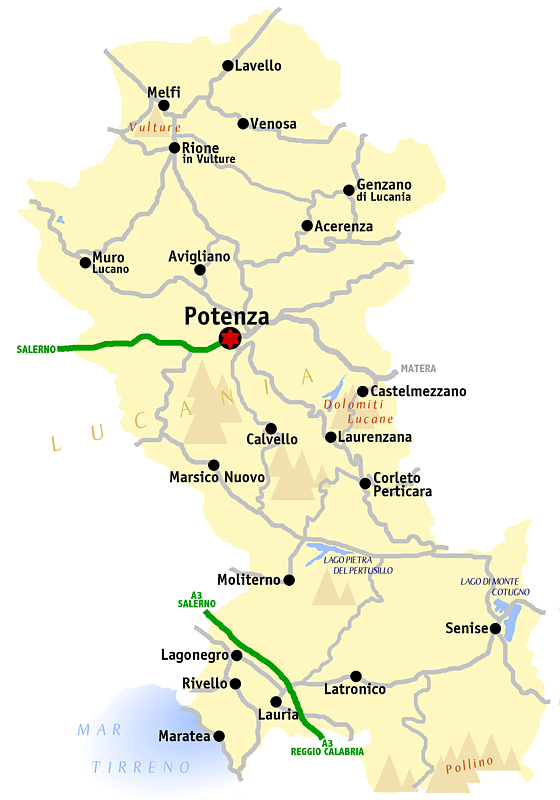
Harta provinciei Potenza cu localizarea oraşului

Centrul vechi medieval, este situat în partea de sus a orașului, în timp ce cartierele moderne au apărut mai jos. Probabil, prima locație a orașului a fost la o altitudine de 1095 deasupra nivelului mării, în zona numită acum Serra di Vaglio, deși actuala amplasare se află la o altitudine de 819 metri.

## Demografie
Potenza - evoluția demografică

|  | Graficele sunt indisponibile din cauza unor probleme tehnice. Mai multe informații se găsesc la Phabricator și la wiki-ul MediaWiki. |

Date: Recensăminte sau birourile de statistică - grafică realizată de Wikipedia

## Personalități
- Lucia Lauria Vigna (1896–2009) - supercentenar
- Tanio Boccia (1912–1982) - regizor
- Emilio Colombo (1920) - politician
- Ruggero Deodato (1939) - regizor
- Donato Bilancia (1951 - 2020), criminal în serie;
- Francesco Colonnese (1971) - fotbalist
- Giovanni Frezza (1972) - actor
- Wally Buono (1950) - antrenor de fotbal
- Donato Sabia (1963) - alergător pe distanțe medii
- Anna Bonitatibus (...) - cântăreață de operă
- Vito Postiglione (1977) - pilot de curse
- Rocco Sabato (1982) - fotbalist
- Antonio Giosa (1983) - fotbalist
- Danilo Restivo (1972) - criminal sadic-fetisist

## Orașe înfrățite
- Denver, SUA

## Clima

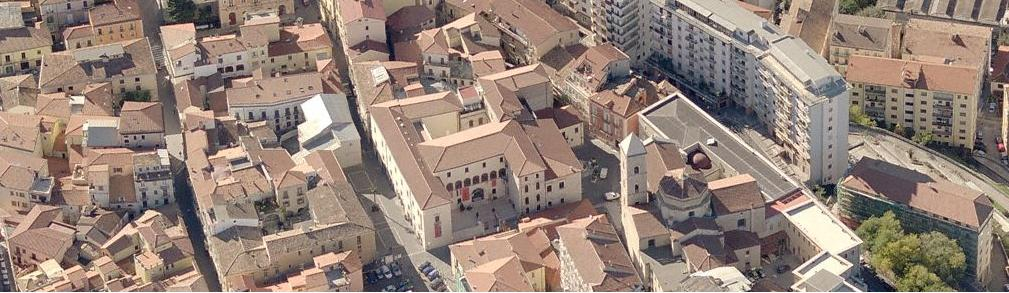
Vedere aeriană spre Duomo și Palazzo Loffredo

| Date climatice pentru Potenza                                    | Date climatice pentru Potenza | Date climatice pentru Potenza | Date climatice pentru Potenza | Date climatice pentru Potenza | Date climatice pentru Potenza | Date climatice pentru Potenza | Date climatice pentru Potenza | Date climatice pentru Potenza | Date climatice pentru Potenza | Date climatice pentru Potenza | Date climatice pentru Potenza | Date climatice pentru Potenza | Date climatice pentru Potenza |
| Luna                                                             | Ian                           | Feb                           | Mar                           | Apr                           | Mai                           | Iun                           | Iul                           | Aug                           | Sep                           | Oct                           | Nov                           | Dec                           | Anual                         |
| ---------------------------------------------------------------- | ----------------------------- | ----------------------------- | ----------------------------- | ----------------------------- | ----------------------------- | ----------------------------- | ----------------------------- | ----------------------------- | ----------------------------- | ----------------------------- | ----------------------------- | ----------------------------- | ----------------------------- |
| Maxima medie °C (°F)                                             | 6.9 (44,4)                    | 7.2 (45)                      | 9.7 (49,5)                    | 12.8 (55)                     | 18.1 (64,6)                   | 22.3 (72,1)                   | 25.7 (78,3)                   | 25.8 (78,4)                   | 21.7 (71,1)                   | 16.5 (61,7)                   | 11.0 (51,8)                   | 7.9 (46,2)                    | 15,47 (59,84)                 |
| Media zilnică °C (°F)                                            | 4.0 (39,2)                    | 4.1 (39,4)                    | 6.1 (43)                      | 8.8 (47,8)                    | 13.7 (56,7)                   | 17.5 (63,5)                   | 20.6 (69,1)                   | 20.7 (69,3)                   | 17.2 (63)                     | 12.7 (54,9)                   | 7.9 (46,2)                    | 5.1 (41,2)                    | 11,53 (52,76)                 |
| Minima medie °C (°F)                                             | 1.2 (34,2)                    | 1.1 (34)                      | 2.5 (36,5)                    | 4.8 (40,6)                    | 9.2 (48,6)                    | 12.7 (54,9)                   | 15.4 (59,7)                   | 15.7 (60,3)                   | 12.7 (54,9)                   | 8.9 (48)                      | 4.7 (40,5)                    | 2.3 (36,1)                    | 7,6 (45,68)                   |
| Minima istorică °C (°F)                                          | −9.6 (14,7)                   | −10 (14)                      | −7.8 (18)                     | −3.6 (25,5)                   | 0.5 (32,9)                    | 4.0 (39,2)                    | 8.0 (46,4)                    | 6.8 (44,2)                    | 1.2 (34,2)                    | −1.2 (29,8)                   | −7 (19)                       | −8 (18)                       | −10 (14)                      |
| Precipitații mm (inches)                                         | 55.7 (2.193)                  | 63.0 (2.48)                   | 48.6 (1.913)                  | 66.8 (2.63)                   | 42.8 (1.685)                  | 30.4 (1.197)                  | 26.1 (1.028)                  | 32.6 (1.283)                  | 46.2 (1.819)                  | 61.6 (2.425)                  | 73.3 (2.886)                  | 66.0 (2.598)                  | 613,1 (24,138)                |
| Umiditate [%]                                                    | 77                            | 75                            | 72                            | 69                            | 69                            | 67                            | 62                            | 64                            | 66                            | 72                            | 76                            | 78                            | 70,6                          |
| Nr. de zile cu precipitații (≥ 1 mm)                             | 8.3                           | 8.7                           | 8.8                           | 9.4                           | 6.2                           | 4.2                           | 3.3                           | 4.3                           | 5.3                           | 7.5                           | 8.7                           | 8.1                           | 82,8                          |
| Sursa nr. 1: Servizio Meteorologico (1971–2000 data)             |                               |                               |                               |                               |                               |                               |                               |                               |                               |                               |                               |                               |                               |
| Sursa nr. 2: Servizio Meteorologico (1961–1990 data on humidity) |                               |                               |                               |                               |                               |                               |                               |                               |                               |                               |                               |                               |                               |